# Hamdi Harbaoui
Hamdi Harbaoui (arabisch حمدي الحرباوي, DMG Ḥamdī al-Ḥarbāwī; * 5. Januar 1985 in Bizerte, Tunesien) ist ein tunesisch-belgischer ehemaliger Fußballspieler.

## Karriere

### Verein
Nachdem Harbaoui die Jugendmannschaften von Espérance Tunis durchlaufen hatte, spielte er dort zunächst in der ersten Mannschaft. Im Alter von 23 Jahren erfolgt ein Wechsel nach Belgien, zunächst für ein halbes Jahr zu Excelsior Mouscron.
Es folgte ein Vertrag von zwei Jahren bei CS Visé, gefolgt von einer zunächst zweijährigen Verpflichtung bei Oud-Heverlee Löwen. Bereits nach einem Jahr erfolgte aber bereits ein Wechsel zu Sporting Lokeren
Im Sommer 2014 wechselte Harbaoui zum Qatar Sport Club in Katar. Nach einem erfolgreichen ersten Jahr bei Qatar erhielt Harbaoui ab Sommer 2015 für drei Monate kein Gehalt. Darauf verlangte der Spieler am 20. Oktober 2015 seine Freigabe und einigte sich auch mit Lokeren über seine Rückkehr. Erst Ende Dezember 2015 stimmte die FIFA dem zu.
Im Sommer 2016 unterschrieb er einen dreijährigen Vertrag mit dem italienischen Verein Udinese Calcio. Dort kam er mit Trainer Giuseppe Iachini nicht zurecht. Daher wechselt er, ohne ein Spiel für Calcio bestritten zu haben, kurz vor Ende des Transferfensters wieder zurück nach Belgien zum RSC Anderlecht.
Im ersten Halbjahr 2017 wurde Harbaoui nach Sporting Charleroi ausgeliehen, nachdem er zuvor sechs Spiele bei Anderlecht nicht im Kader gestanden hatte und auch zuvor kein Spiel die komplette Zeit auf dem Platz gestanden hatte. Nach Ablauf dieser Leihe waren seine Einsatzzeiten für Anderlecht größer.
Im Januar 2018 wechselte der Spieler zu SV Zulte Waregem. Dort wurde Harbaoui sowohl in der Saison 2017/18 als auch Saison 2018/19 Torschützenkönig.
Ab der Saison 2019/20 steht er bei Al-Arabi in Katar unter Vertrag. Insgesamt bestritt Harbaoui 23 von 36 möglichen Ligaspielen sowie 7 Pokalspielen für Al-Arabi. Sein letztes Spiel für den Verein war das verlorene Pokal-Viertelfinale am 16. November 2020. 
Mitte Januar 2021 wechselte er zurück an Belgien und unterschrieb beim Erstdivisionär Royal Excel Mouscron einen Vertrag mit einer Laufzeit bis zum Ende der Saison 2021/22.

### Nationalmannschaft
Harbaoui bestritt 2012/13 mehrere Länderspiele für die tunesische Nationalmannschaft im Rahmen von Qualifikationsspielen zur WM bzw. zum Afrika-Cup sowie mehrere Freundschaftsspiele. Danach gehörte er bis 2016 nicht zum Kader der Nationalmannschaft. 2016/2017 betritt er erneut einige Qualifikationsspiele zum Afrika-Cup 2017, 2019 und zur WM.
Sein bislang letztes Länderspiel war am 12. Juni 2017.

## Erfolge
- Belgischer Meister: 2016/17 (RSC Anderlecht)
- Belgischer Pokalsieger: 2012, 2014 (Sporting Lokeren)
- bester Torschütze der ersten Division:
  - 2013/14 (Sporting Lokeren)
  - 2017/18 (RSC Anderlecht/SV Zulte Waregem)
  - 2018/19 (SV Zulte Waregem)